# Il fiume della coscienza
Libro pubblicato postumo di Oliver Sacks. Egli incaricò, due settimane prima di morire, Kate Edgar, Daniel Frank e Bill Hayes di pubblicare il saggio.

## Trama
È una raccolta di dieci saggi su argomenti inerenti alle neuroscienze, biologia, psicologia e filosofia. Gli argomenti trattati in ogni capitolo:
- "Darwin e il significato dei fiori": racconto della carriera da botanico di Charles Darwin e dei contributi esemplificativi portati alla teoria evoluzionistica.
- "Velocità": riflessione sul relativismo nella percezione del tempo, campo iniziato da William James, analizzando ulteriori aspetti legati alla tourettismo e alla malattia di Parkinson.
- "Senzienza. La vita mentale delle piante e dei vermi": storia delle origini delle neuroscienze. Tra cui figurano Charles Darwin, Sigmund Freud, Ivan Pavlov, Herbert Spencer, Eric Kandel.
- "L'altra via. Freud neurologo": breve dissertazione degli studi di Sigmund Freud durante l'ultimo ventennio dell'Ottocento.
- "La fallibilità della memoria": argomenta la creatività e la soggettività dei ricordi, i quali sono spesso imprecisi, fallibili.
- "Fraintendimento dell'udito": una contrapposizione tra i lapsus freudiani e i fraintendimenti uditivi.
- "Il sé creativo": il ruolo dell'imitazione, della dimenticanza e altri processi nella composizione creativa.
- "Una sensazione generale di disordine": alcuni pensieri su emicrania, malattie mentali e altri scompensi.
- "Il flusso della coscienza": il dibattito filosofico relativo al tempo cosciente e alcuni esperimenti che suggeriscono una concezione  discreta analoga alle visioni concepite da Henri Bergson e William James.
- "Scotoma: quando la scienza dimentica e ignora": vari episodi di idee e teorie pionieristiche rigettate all'epoca della loro scoperta e il problema delle scoperte premature.

## Accoglienza
Le recensioni sono abbastanza positive.
Alcune recensioni fanno notare la peculiarità dell'autore nel cercare di incuriosire i lettori, di spronarli a farsi domande e a non vivere come automi.